# Krikor (ormiański patriarcha Jerozolimy)
Krikor (ur. ?, zm. ?) – w latach 981–1006 8. ormiański Patriarcha Jerozolimy.